# ارکا پتیا
ارکا پتیا (فنلاندی: Erkka Petäjä؛ زادهٔ ۱۳ فوریهٔ ۱۹۶۴) بازیکن فوتبال اهل فنلاند بود.
از باشگاه‌هایی که در آن بازی کرده‌است می‌توان به باشگاه فوتبال اینتر تورکو، باشگاه فوتبال هلسینگبورگس، باشگاه فوتبال اوسترش، باشگاه فوتبال مالمو، و باشگاه فوتبال تورون پالوسئورا اشاره کرد.
وی همچنین در تیم ملی فوتبال فنلاند بازی کرده‌است.